# Nilesat–101
Nilesat–101 az első egyiptomi kommunikációs műhold

## Küldetés
Nemzeti- és nemzetközi szolgáltatását az arab világban, a Közel-Keleten, Észak-és Közép-Afrikában és Dél-Európában teljesíti.

## Jellemzői
Gyártotta a francia Matra Marconi Space (MMS). Üzemeltető cég az egyiptomi műholdas Co.., Al Qāhirah. Társműholdja a japán B-Sat 1b.
Megnevezései: Nilestar 101; COSPAR: 1998-024A; SATCAT kódja: 25311.
1998. április 28-án a Guyana Űrközpontból, az ELA–2 (LC–Launch Complex) jelű indítóállványról  egy Ariane–4 (Ariane 44P-3 V108) típusú hordozórakétával juttatták magas Föld körüli pályára (HEO = High-Earth Orbit). Az orbitális egység pályája 1478,5 perces, 0° hajlásszögű, geostacionárius pálya perigeuma 36 537 kilométer, az apogeuma 36 704 kilométer volt.
Három tengelyesen stabilizált űregység. Alakja egy prizma, méretei 2,4 × 1,7 × 2,3 méter. Szolgálati idejét 18 évre tervezték. Tömege 1827, üresen 795 kilogramm. Telemetriai szolgáltatását 12 Ku-sávos transzponderrel, illetve antennák alkalmazásával segíti. Közvetlen televíziós csatornák száma 84, a rádió csatornák száma 400. Pozíciójának helyzetét GPS rendszer segítségével követték. Az űreszközhöz napelemeket rögzítettek (3,75 kW), éjszakai (földárnyék) energia ellátását újratölthető kémiai akkumulátorok biztosították. Hajtóanyaga és mikrófúvókái segítik a stabilitást és a pályaadatok tartását.
2005 szeptemberében bérbe adták az Eutelsat szolgáltatónak, a Nilesat–103 névre keresztelték. 2013. februárban befejezte aktív szolgálatát.